# Herstatt

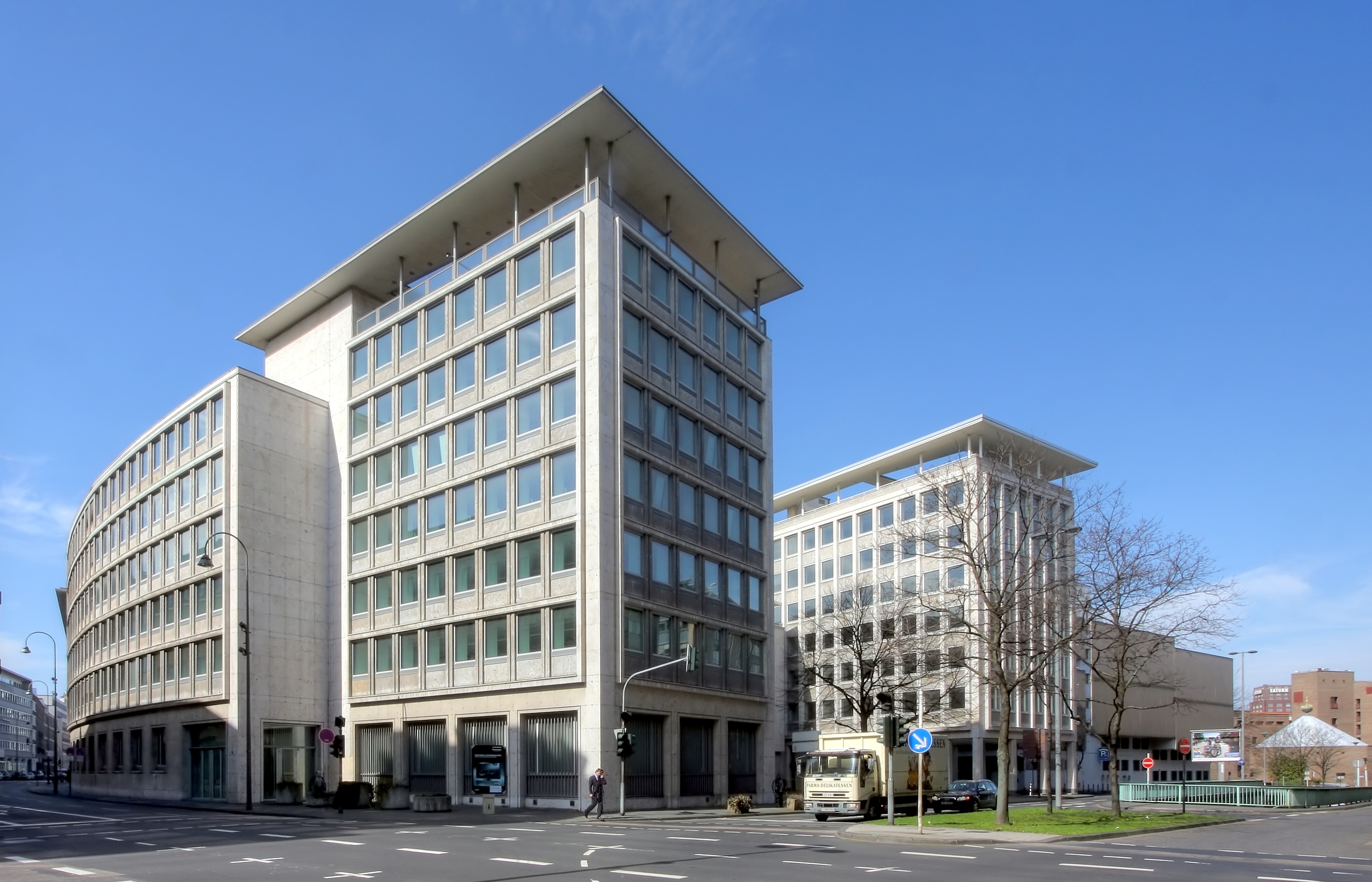
Herstatt (2010).

Herstatt est le nom d'une banque allemande disparue en 1974 et dont la faillite a causé une grave crise sur le marché des changes. Cette faillite a été un des facteurs conduisant à la création du comité de Bâle.

## Déroulement de la faillite

### Contexte
La fin du système de Bretton Wood au début des années 1970 et le libre flottement du dollar en 1972 ont entraîné l'essor du marché des changes et le transfert des risques de change depuis les banques centrales vers des institutions privées. Herstatt est alors une petite banque allemande installée à Cologne, mais elle participe largement à ce marché naissant.

### La faillite
Dès 1971, le régulateur allemand, puis plusieurs banques étrangères, partagent leurs inquiétudes sur la gestion de la banque, mais ses responsables minorent leurs engagements sur le marché des changes. Le régulateur allemand n'entreprend aucune mesure concrète et, en juin 1974, la situation se dégrade brutalement : les pertes s'élèvent à plusieurs centaines de millions de deutschmarks. Le 26 juin 1974, les autorités bancaires allemandes décident de ne pas renflouer la banque et ordonnent la cessation de ses activités à la fin de la journée en Allemagne. 

### Conséquences
Si, au 26 juin 1974, les paiements et encaissements de Herstatt concernant les devises européennes sont bien effectués, ceux concernant le dollar n'ont pas encore eu lieu. En conséquence, les contreparties de la banque sur le marché des changes et leurs correspondants aux États-Unis se retrouvent avec des créances en blanc, c’est-à-dire sans garanties, sur un établissement en cessation de paiements. Le système des paiements interbancaires de New York cesse de fonctionner pendant plusieurs jours, alors que plusieurs banques enregistrent des pertes importantes sur le marché des changes.
Cette faillite, ainsi que plusieurs autres survenues dans les mêmes années, montre au grand jour qu'un risque systémique existe sur le marché des changes et frappe durablement les esprits aussi bien dans les établissements bancaires que chez leurs régulateurs. Le comité de Bâle est formé la même année dans le but de concevoir de nouvelles normes de sécurisation et de prévention de risques systémiques. De plus, elle suscite le développement de systèmes de paiement qu'on espère plus robuste (et notamment, bien des années plus tard, du système CLS).